# Abdollah Chodabande
Abdollah Chodabande (pers. ‏عبدالله خدابنده‎, ur. 28 sierpnia 1936, zm. 18 grudnia 2019 w Teheranie) – irański zapaśnik walczący w stylu wolnym. Olimpijczyk z Tokio 1964, gdzie odpadł w eliminacjach w kategorii 57 kg.